# رایگان علیا
رایکان علیا یکی از روستاهای استان همدان است که در دهستان مهاجران بخش لالجین شهرستان بهار واقع شده‌است.
ریکان علیا در بخش لالجین یکی از روستای قدیمی همدان که به گفته بعضی از بزرگان خانه‌های دو طبقه در این روستا به زمانهای خیلی دور بر می‌گردد بطوری که در ان زمان در شهرهای بزرگ هم به ندرت خانه دو طبقه یافت می‌شد
این روستا طبق سرشماری سال ۱۳۹۵ تعداد ۳۱۱ نفر جمعیت (۹۷ خانوار) داشته‌است.
شغل مردم این روستا کشاورزی و دام پروری است و موقعیت خوب این روستا به نسبت همسایه‌های خود که از آب پربار و زمین‌های حاصل خیز برخوردار است این روستا را در مقایسه با همسایگان خود متمایز کرده‌است.